# Rhyacophila ramingwongi
Rhyacophila ramingwongi är en nattsländeart som beskrevs av Malicky 1987. Rhyacophila ramingwongi ingår i släktet Rhyacophila och familjen rovnattsländor. Inga underarter finns listade i Catalogue of Life.